# شاخندورف
شاخندورف (به آلمانی: Schachendorf) یک منطقهٔ مسکونی در اتریش است که در ناحیه اوبروارت واقع شده‌است. شاخندورف ۸۰۸ نفر جمعیت دارد.